# 霍沃拉加特
霍沃拉加特（Howraghat），是印度阿萨姆邦Karbi Anglong县的一个城镇。总人口4659（2001年）。

## 人口
该地2001年总人口4659人，其中男性2724人，女性1935人；0—6岁人口523人，其中男271人，女252人；识字率80.40%，其中男性为85.50%，女性为73.23%。